# Corynomalus
Genre
Synonymes
- Amphix Laporte, 1840[2]
- Ampyx Agassiz, 1846[2]
- Brachyampyx

Corynomalus est un genre de coléoptères de la famille des Endomychidae et de la sous-famille des Lycoperdininae. Ce sont des coléoptères associés aux champignons.

## Liste d'espèces
Selon BioLib (5 février 2021) :
- Corynomalus apicalis Gerstaecker, 1857
- Corynomalus archetypus (Strohecker, 1957)
- Corynomalus auratus Bates, 1861
- Corynomalus aurichalceus Gerstaecker, 1857
- Corynomalus auronitens Gorham, 1889
- Corynomalus bahiensis Csiki, 1902
- Corynomalus batesi (Strohecker, 1980)
- Corynomalus chrysodetus (Strohecker, 1980)
- Corynomalus cinctus (Fabricius, 1801)
- Corynomalus circumcinctus Bates, 1861
- Corynomalus clavatus Csiki, 1902
- Corynomalus colon Gorham, 1874
- Corynomalus coriaceus Gorham, 1874
- Corynomalus csikii (Strohecker, 1945)
- Corynomalus dentatus (Fabricius, 1801)
- Corynomalus discoideus (Fabricius, 1801)
- Corynomalus diversipes (Pic, 1931)
- Corynomalus elegans Csiki, 1902
- Corynomalus erotyloides (Strohecker, 1980)
- Corynomalus felix Gorham, 1875
- Corynomalus femoralis Gerstaecker, 1857
- Corynomalus gerstaeckeri Bates, 1861
- Corynomalus grandjeani (Pic, 1931)
- Corynomalus humeralis Bates, 1861
- Corynomalus inhumeralis (Pic, 1931)
- Corynomalus laetus Bates, 1861
- Corynomalus laevigatus Gerstaecker, 1857
- Corynomalus lividus Bates, 1861
- Corynomalus malkini (Strohecker, 1980)
- Corynomalus marcapatae Csiki, 1902
- Corynomalus marginatus (Fabricius, 1798)
- Corynomalus maximus Bates, 1861
- Corynomalus mimus (Strohecker, 1980)
- Corynomalus nigripennis Bates, 1861
- Corynomalus nitidus (Strohecker, 1980)
- Corynomalus obsti Csiki, 1902
- Corynomalus paroecus Csiki, 1902
- Corynomalus perforatus Gerstaecker, 1857
- Corynomalus quadrimaculatus (Erichson, 1848)
- Corynomalus reticulatus (Csiki, 1902)
- Corynomalus ruficornis (Strohecker, 1959)
- Corynomalus rufipennis Gerstaecker, 1857
- Corynomalus separandus Kirsch, 1865
- Corynomalus singularis (Pic, 1931)
- Corynomalus sinuatipes (Strohecker, 1945)
- Corynomalus splendidus (Strohecker, 1980)
- Corynomalus subcordatus Gerstaecker, 1857
- Corynomalus tarsatus Erichson, 1847
- Corynomalus vexillarius Gorham, 1875